# Luis Sáinz Hinojosa
Luis Sáinz Hinojosa OFM (* 21. Juni 1936 in Tiquipaya; † 8. Oktober 2022 in Cochabamba) war ein bolivianischer römisch-katholischer Ordensgeistlicher und Weihbischof in Cochabamba.

## Leben
Luis Sáinz Hinojosa trat der Ordensgemeinschaft der Franziskaner bei und empfing am 26. August 1962 die Priesterweihe. Er war zudem Generalvikar der Erzbistums und Bischofsvikar für Valle Bajo und Valle Alto sowie Rektor des Heiligtums von Urkupiña.
Papst Johannes Paul II. ernannte ihn am 8. Mai 1982 zum Weihbischof in Cochabamba und Titularbischof von Thucca Terebenthina. Die Bischofsweihe spendete ihm der Apostolische Nuntius in Bolivien, Alfio Rapisarda, am 31. Juli desselben Jahres; Mitkonsekratoren waren Gennaro Maria Prata Vuolo SDB, Erzbischof von Cochabamba, und Luis Aníbal Rodríguez Pardo, Erzbischof von Santa Cruz de la Sierra.
Am 24. Februar 1987 wurde er zum Erzbischof von La Paz ernannt. Von diesem Amt trat er am 31. Juli 1996 zurück. Am 12. September 2001 wurde er zum Weihbischof in Cochabamba und Titularerzbischof pro hac vice von Inuca in Mauretania ernannt. 
Luis Saínz war Vorsitzender des Bereichs für menschliche Förderung, Vorsitzender der bischöflichen Bildungskommission und Vorsitzender der Delegation seines Erzbistums für die soziale Kommunikation.
Luis Sáinz Hinojosa sprach sich während seiner Amtszeit als Erzbischof für die Rechte der Cocabauern und die traditionelle Anwendung der Cocablätter aus. Zugleich kritisierte er die Präsenz US-amerikanischer Militär- und Behördenvertreter in Bolivien.
2012 wurde seinem altersbedingten Rücktrittsgesuch durch Papst Benedikt XVI. stattgegeben.